# Авен, Пётр Олегович
Пётр Оле́гович А́вен (латыш. Pjotrs Avens; род. 16 марта 1955, Москва) — российский финансист и государственный деятель, экономист по образованию, один из наиболее известных бизнес-магнатов постсоветской эпохи, коллекционер. Министр внешних экономических связей Российской Федерации (1992).
Гражданин Латвийской Республики и Российской Федерации, живёт с семьёй в Лондоне.
С 1994 года — член наблюдательного совета консорциума «Альфа-Групп». С 1994 по 2011 год — президент Альфа-банка. С июня 2011 года по 1 марта 2022 года — председатель совета директоров Альфа-банка. В марте 2023 года Альфа-банк подтвердил появившуюся ранее в СМИ информацию о планируемой продаже доли Петра Авена другому акционеру кредитной организации — Андрею Косогову. В феврале 2025 года Financial Times со ссылкой на свои источники сообщила, что сделка была закрыта в 2024 году. Точные параметры сделки пока неизвестны.
Председатель правления финтех компании ABH Holdings с головным офисом в Нидерландах, инвестировавшей в том числе в финтех-стартап ANNA Money.
По версии журнала Forbes, в 2021 году занял 30-е место в списке 200 богатейших бизнесменов России, обладая личным состоянием в 5,3 миллиардов долларов США. В 2022 году Forbes оценил его состояние в $4,3 млрд, поместив на 29-е место в рейтинге богатейших российских миллиардеров.
Автор научных работ и статей по вопросам экономики и торговли, которые цитируют ведущие СМИ.
В 2022 году, из-за вторжения России на Украину, оказался под персональными санкциями США, Евросоюза, Великобритании, Канады и ряда других стран.
Самый богатый гражданин Латвии.

## Биография

### Ранние годы
Родился 16 марта 1955 года в Москве. Отец — Олег Авен (1927—1992), профессор, член-корреспондент АН СССР, специалист в области вычислительной техники, наполовину латыш, наполовину русский. Мать по национальности еврейка — Тамара Иосифовна Злотникова (1925—2016). Дед по отцу — Янис Авен, латышский стрелок, репрессирован. Дед по матери — Иосиф Наумович Злотников (1902—1937), уроженец Лодзи, главный механик Кузнецкого металлургического завода, репрессирован (его жена была осуждена как ЧСИР).
В 1972 году окончил московскую физико-математическую школу № 2. В 1977-м — экономический факультет МГУ, диплом защитил на кафедре математических методов анализа экономики, которой руководил академик Станислав Шаталин.
В 1980 году получил учёную степень кандидата экономических наук, защитив диссертацию по специальности «математические методы в экономических исследованиях». В аспирантуре был учеником С. С. Шаталина. Работал в Институте системных исследований ГКНТ и АН СССР сначала младшим, а затем старшим научным сотрудником. Работал в одном кабинете с Егором Гайдаром.
В 1989—1991 годах был научным сотрудником Международного института прикладного системного анализа (Лаксенбург, Австрия), одновременно являясь советником Министерства иностранных дел СССР.

### В первом посткоммунистическом правительстве РФ
В 1991—1992 годах — заместитель министра иностранных дел РСФСР, затем председатель Комитета внешнеэкономических связей РСФСР — первый заместитель министра иностранных дел РСФСР, министр внешних экономических связей Российской Федерации в правительстве Ельцина — Гайдара и представитель президента России по связям с индустриально развитыми странами (G7).
Как вспоминал сам Авен, первое посткоммунистическое правительство России рассчитывало на западную помощь в проведении реформ и было разочаровано тем, что получает: в 1992 году Международный валютный фонд предоставил стране только миллиард долларов, а «западные партнёры» — ноль, тогда как во время кризиса 1990-х годов в Мексике США в течение нескольких дней выделили соседям $40 млрд. Даже Парижский клуб не предлагал России условий, аналогичных тем, что получила Польша. «Для Гайдара, Козырева, меня неготовность абсолютного большинства западных лидеров видеть в нас не соперников, а партнёров на первых порах оказалась настоящим шоком», — отмечал Пётр Авен.
Первый вице-премьер правительства Егор Гайдар в своих мемуарах написал, что к моменту назначения министром Авен «ничем, кроме своего письменного стола, не заведовал», не имел опыта бюрократической работы, чтобы наладить взаимодействие в своей команде. «Ему мешало не только отсутствие опыта, но и нервы, частые перемены настроения. Всё это делало его крайне уязвимым, а место главы одного из ведущих министерств было соблазнительным, с весны 1992 года многие его добивались. Вопрос о замене Авена Борис Николаевич Ельцин обсуждал со мной регулярно. Основной аргумент был один и тот же: „Ну, Егор Тимурович, он, может, и хороший специалист, но вы же видите — не министр“… Для меня все его недостатки перекрывал тот фундаментальный факт, что он прекрасно понимал общий замысел преобразований и мне не надо было контролировать его действия по подготовке к введению конвертируемого рубля».
В 1993 году — член партии «Выбор России» и её кандидат в депутаты Государственной думы РФ.

### В бизнесе
В 1993—1994 годах был основателем и генеральным директором консультационной фирмы «ФинПА», в 1994 году стал президентом Альфа-банка. Член координационного совета общероссийского объединения «Круглый стол бизнеса России». В 2004 году журнал Institutional Investor назвал Авена лучшим управляющим в сфере финансовых услуг в России.
С апреля 2006 года — член правления Российского союза промышленников и предпринимателей (РСПП). В 2007 году избран на пост главы Российско-латвийского делового совета, который оставил в 2017 году. С 2011 года — член президиума Российского совета по международным делам.
В январе 2018 года включён в «кремлёвский список» Минфина США.
В 2016 году Михаил Фридман, Герман Хан и Пётр Авен выиграли в лондонском суде дело из-за публикации так называемого досье Трампа. В нём говорилось, что акционеры Альфа-банка неофициально консультируют Владимира Путина. Как следует из решения по делу № QB-2018-006349 от 07.08.2020, судья поручил исправить содержание доклада, а также выплатить Фридману и Авену по 18 000 фунтов стерлингов компенсации.
Является обладателем латвийского паспорта.

## Публицистика
В октябре 2008 года Пётр Авен написал для журнала «Русский пионер» отрицательную рецензию на роман писателя-нацбола Захара Прилепина «Санькя», вызвавшую бурную общественную дискуссию. Как отмечает И. Н. Крохова, «в своей рецензии он буквально разгромил роман, а Прилепина и его товарищей по партии обвинил в том, что они призывают народ к революции, бунту, не понимая, какие последствия это может вызвать. Нам не нужна революция, это мы уже проходили, говорит Авен, проблема наша не в том, что власти плохие, а в том, что русский народ ленив. Прилепина и его героев Авен назвал неудачниками, „лузерами“, которые ничего не могут, не способны „делать дела“ и поэтому идут в политику и на баррикады. А я и мои коллеги, далее говорит Авен, заработали свои капиталы честным трудом, и нам не за что просить прощения у народа».
В 2013 году совместно с Альфредом Кохом выпустил сборник интервью с политическими деятелями России «Революция Гайдара. История реформ 1990-х из первых рук». Критики отметили, что «… не только с выводами, но и со многими описаниями событий, приведёнными в книге, трудно согласиться». Книга вошла в лонг-лист премии «Просветитель». В своём обзоре книги Джон Ллойд из Financial Times назвал её «поучительным исследованием реформаторов, стремившихся возродить постсоветскую экономику России».
В 2017 году Пётр Авен выпустил книгу «Время Березовского». Для неё он взял серию интервью у многих людей, близко знавших Бориса Березовского, в том числе у Анатолия Чубайса, Валентина Юмашева, Александра Волошина, Михаила Фридмана, Юрия Шефлера, Андрея Васильева, Демьяна Кудрявцева, Юлия Дубова. В книге Авен утверждает, что был знаком с Березовским с 1978 года, и их дружба продолжалась до середины 90-х:

…после 1995 года … мы начали расходиться. Неотдаваемый им долг был одной, но не главной причиной. Главное крылось в идеологии. Я был и поныне остаюсь догматичным членом команды Гайдара. Мы — я и мои новые партнеры по «Альфе» — искренне ратовали за равные правила для всех, против любых раздаваемых государством преференций. Мы не верили в саму возможность залоговых аукционов: как это можно просто так, по выбору Чубайса или кого еще, практически задаром раздать лучшие куски государственной собственности?! Не верили — и оказались за бортом… Более того: мы пытались сорвать эту «раздачу века», особенно на втором этапе, в 1997-м, предлагая за ЮКОС и «Сибнефть» больше, чем те, кому они предназначались. Ничего не получилось. А Березовский раздраженно говорил Фридману «Что вы мешаете? Мы договорились с директором и правительством, мы получаем свое. Вы ни с кем не договорились — это ваши проблемы». Борис начал осознавать, что мы идеологические противники, более того — враги.

## Коллекция
Коллекция русского искусства Петра Авена считается лучшей среди частных. Она называется D2, по именам старших детей Петра Олеговича. Свою первую картину — натюрморт Павла Кузнецова 1920-х годов — он приобрёл в 1993 году за $5 тысяч. Со временем миллиардер пополнил коллекцию шедеврами Константина Коровина, Петра Кончаловского, Марка Шагала, Василия Кандинского, Бориса Кустодиева, Аристарха Лентулова и многих других именитых художников. Работы выставлялись в Еврейском музее в Москве, галерее Тейт в Лондоне и Музее современного искусства в Нью-Йорке.
В 2020 году Forbes оценил стоимость коллекции Авена не менее чем в $500 млн. Самые дорогие полотна в коллекции:
- «Красные дома», Марк Шагал, $4,9 млн;
- «Мужчина в котелке. Портрет Якова Каган-Шабшая», Роберт Фальк, $10 млн;
- «Три акробата», Марк Шагал, $13 млн;
- «Портрет Велимира Хлебникова», Михаил Ларионов, $20 млн;
- «Эскиз к импровизации № 8», Василий Кандинский, $23 млн.

В марте 2021 года прошло сообщение о том, что Авен за 3,36 млн евро приобрёл для своей коллекции здание в центре Риги, на улице Валдемара, 19 (напротив Национального художественного музея), чтобы устроить там музей. Дарить здание и коллекцию Латвии он не собирается. В музее планируются выставки русского и латышского искусства. Он должен открыться в 2025 году. Его директором назначена Надежда Степанова, бывший арт-директор Института русского реалистического искусства. Над обликом и концепцией музея работают рижский архитектор Рейнис Лиепиньш и европейская компания Avesta Group.

## Благотворительность и общественная деятельность
Авен упоминается в прессе как ценитель искусства и меценат. С 2014 года сопредседатель попечительского совета Государственного музея изобразительных искусств имени А. С. Пушкина.
В 2008 году Пётр и Елена Авен создали благотворительный фонд «Поколение». Его приоритетами объявлены «поддержка детского здравоохранения, проекты в сфере культурного обмена между Латвией и Россией, а также стипендии и гранты в области науки». Благодаря поддержке фонда в Риге состоялись концерты российских музыкантов и актёров (Михаил Плетнёв, «Виртуозы Москвы», «Гоголь-центр», Чулпан Хаматова и т. д.), воспитанников Рижского хореографического училища пригласили на концерт российской примы-балерины Ульяны Лопаткиной, в Москве прошла выставка «Рижский художественный фарфор. 1925—1940». Фонд ежегодно поддерживает Тыняновские чтения на родине писателя, в городе Резекне.

Один из значительнейших даров фонда — концертный рояль Steinway&Sons стоимостью 120 тысяч евро для маэстро Раймонда Паулса, переданный ему 3 октября 2011 года. Композитор сыграл на нём на благотворительном концерте 5 октября, а установлен инструмент в Первой студии Латвийского радио, где долгие годы работает Паулс.
С 2012 года фонд поддерживает Мадонскую больницу в северо-восточной Латвии. С помощью фонда оборудован один из первых в Латвии беби-боксов, в которых женщины, попавшие в трудные жизненные обстоятельства, могут оставить новорождённых младенцев на попечение усыновителей. В сентябре 2016 года Пётр Авен лично передал больнице современный ультрасонограф EPIQ5 стоимостью 77 000 евро для оснащения родильного отделения.
Вместе с Романом Абрамовичем, Виктором Вексельбергом и Аркадием Воложем финансирует Еврейский музей и центр толерантности в Москве.
В 2007 году стал профессором Высшей школы экономики (НИУ ВШЭ) на Кафедре теории и практики взаимодействия бизнеса и власти, где преподавал несколько лет. Входит в состав попечителей Российской экономической школы (РЭШ).
Входит в совет попечителей Фонда поддержки олимпийцев России. Болельщик футбольного клуба «Спартак» (Москва), с 2015 года входит в совет директоров клуба.

## Обстоятельства знакомства с В. В. Путиным
Авен так описывает своё знакомство с Путиным в книге «Время Березовского», вышедшей в 2017 году:

В октябре 1991-го я с группой американцев полетел в Москву… Березовский решил отвезти группу в три места — собственно в Москву, …в Грузию, и, наконец, в Санкт-Петербург. Главное, как выяснилось позднее, произошло в Петербурге… Я позвонил Чубайсу, в тот момент первому заму Собчака, и попросил организовать встречу. «Я не в Петербурге, — сказал мне Чубайс, — но там у Собчака есть очень внятный ответственный за внешние связи мэрии — Владимир Путин…». Вечером в день приезда мы познакомились и поужинали… На следующий день… вся группа пришла к Собчаку. К несчастью, во время обеда Березовский слегка перебрал и… заснул. Он сидел через пару стульев, и Собчак, увлеченный собственным продолжавшимся минут 40 рассказом, его не замечал. Но Путин прекрасно видел. Он постепенно краснел, зверея от такой наглости — спать на встрече с мэром. Он делал мне знаки, и я незаметно от Собчака сворачивал бумажные шарики и кидал их в Бориса, пытаясь разбудить… Было это ужасно некрасиво. Когда мы закончили и сфотографировались (Березовский оклемался), страшно злой Путин не подал нам с Борисом руки, а меня отвел в сторону: «Меня попросил Чубайс, и я все для вас сделал. Но так себя не ведут — спать на такой встрече… Ты мне больше не звони и на помощь мою не рассчитывай. А этот грузин (мы прилетели из Тбилиси, и поэтому он так определил Бориса) пусть лучше вовсе не показывается в нашем городе. Встречу — ноги переломаю». Мне было стыдно, я извинялся. Не помогло…

## Санкции
После начала вторжения России на Украину 24 февраля 2022 года Пётр Авен вместе со своими партнёрами Михаилом Фридманом и Германом Ханом был внесён в санкционные списки нескольких стран.
Изложение обоснования санкционного решения Совета Европейского союза от 28 февраля 2022 года в отношении Авена, среди прочего, гласит: «Пётр Авен — один из ближайших олигархов Владимира Путина. Он — крупный акционер „Альфа-групп“, в которую входит один из крупнейших российских банков — Альфа-банк. Он — один из примерно 50-и богатых российских бизнесменов, регулярно встречающихся с Владимиром Путиным в Кремле. Он не действует независимо от требований президента. Его дружба с Владимиром Путиным восходит к началу 1990-х годов. В бытность министром внешнеэкономических связей помогал Владимиру Путину, тогдашнему заместителю мэра Санкт-Петербурга, с делом в связи с расследованием комиссии Салье. Он также известен как особо близкий друг главы „Роснефти“ Игоря Сечина, ключевого союзника Путина. Старшая дочь Владимира Путина Мария руководила благотворительным проектом „Альфа-Эндо“, который финансировался Альфа-банком».
15 марта 2022 года санкции в отношении Петра Авена ввела Великобритания, пояснив, что он вместе с другими предпринимателями из России «получал выгоду или поддерживал российское правительство». В тексте обоснования ввода санкций Великобританией говорится, что Авен «является близким соратником Путина и, следовательно, связан с лицом, которое причастно к дестабилизации ситуации на Украине и угрозе её территориальной целостности, суверенитету и независимости». Кроме того, в обосновании санкционного решения против Авена утверждается его, вкупе с его деловым партнёром Фридманом, активная роль в усилиях руководства России по снятию санкций, введённых в отношении России после 2014 года. Пётр Авен и его партнёр Михаил Фридман назвали обвинения ЕС клеветническими и пообещали оспаривать их «всеми доступными им средствами».
19 апреля 2022 года Авен внесён в санкционный список Канады «элит и близких соратников режима» за его «соучастие в неоправданном вторжении России в Украину».
19 октября 2022 года попал под санкции Украины так как «он активно поддерживал материально или финансово и получал выгоду от российских лиц, ответственных за аннексию и дестабилизацию Украины»
11 августа 2023 года Авен попал под блокирующие санкции США и был включён в санкционный список против «известных представителей российской финансовой элиты» за участие в работе финансового сектора российской экономики
По аналогичным основаниям, против Авена ввела персональные санкции Австралия, Швейцария и Новая Зеландия.
По мнению ТАСС со ссылкой на «источник, близкий к его окружению», в конце мая 2022 года в отношении Петра Авена было возбуждено уголовное дело в связи с нарушением наложенных на него санкций, при этом официальным подтверждением данной информации агентство не располагало. В июле лондонский суд смягчил постановление о замораживании некоторых счетов, связанных с Авеном.
В октябре 2022 года власти Великобритании разблокировали часть средств Авена и повысили лимит трат с 2,5 тыс. фунтов стерлингов в месяц до 60 тыс. Помимо этого он может снять ещё около 400 тыс. фунтов единовременно.
10 апреля 2024 года Европейский суд отменил санкции против Авена в период до марта 2023 года, отмечая что основания, на которых его внесли в список, недостаточно обоснованы, а дополнительных доказательств предоставлено не было, так суд решил, что близость Авена к Путину не доказывает, что он поддерживал войну на Украине или получал от неё выгоду. При этом суд постановил, что признание необоснованности санкций касается лишь санкций на основании решений Совета Евросоюза 2022/337 и 2022/1530, и Авен остаётся под санкциями Евросоюза на основании решения 2023/572, процесс в отношении которого ведётся отдельно и ещё не завершён.

## Состояние
| Показатель         | 2011 | 2012 | 2013 | 2014 | 2015 | 2016 | 2017 | 2018 | 2019 | 2020 | 2021 | 2022 | 2023 | 2024 |
| Состояние ($ млрд) | 4,5  | 4,3  | 5,4  | 6,1  | 5,1  | 4,6  | 4,6  | 5,1  | 5,2  | 4,6  | 5,3  | 4,3  | 4,2  | 4,3  |
| Место (в России)   | 28   | 27   | 25   | 22   | 20   | 19   | 24   | 22   | 21   | 23   | 30   | 29   | 31   | 32   |

## Награды
- Орден Почёта (13 апреля 2005 года) — за достигнутые трудовые успехи и многолетнюю добросовестную работу[77].
- Орден Дружбы (25 мая 2015 года) — за большой вклад в социально-экономическое развитие Российской Федерации, достигнутые трудовые успехи, активную общественную деятельность и многолетнюю добросовестную работу[78].
- Орден Трёх звёзд III степени (Латвия) (2012 год)[79].
- Благодарность президента Российской Федерации (25 июля 1996 года) — за активное участие в организации и проведении выборной кампании Президента Российской Федерации в 1996 году[80].

## Семья
- Первая супруга — Елена Владимировна (1958[81] — 25 августа 2015 года[82]).
  - Двое детей — Дарья и Денис, окончили Йельский университет (США). В различных СМИ упоминается, что Авену принадлежит дом в Wentworth Estate[англ.] в Суррее, Великобритания[83]. Он также купил в 2011 году на исторической родине, в Латвии, поместье Клаугю, которое в данное время перешло во владение кипрской компании ABACUS (CYPRUS) LIMITED[84]. Оно находится в уединённом уголке Мадонского района, куда владелец добирается на вертолёте[85].
- Вторая жена — Екатерина[40].

В 1987 году первая жена Елена, будучи беременной, потеряла ребёнка из-за ошибки врачей. Этот ребёнок должен был стать первенцем в семье.